# Автошлях Т 0420
Автошля́х Т 0420 — автомобільний шлях територіального значення у Дніпропетровській області. Пролягає територією Криничанського, Солонянського та Томаківського районів через Одарівку — Новопокровку — Томаківку — Вищетарасівку. Загальна довжина — 108,6 км.

## Маршрут
Автошлях проходить через такі населені пункти:
| Автошлях Т 0420          |           |
| Дніпропетровська область |           |
| Криничанський район      |           |
| Одарівка                 | E50М30Н11 |
| Маломихайлівка           |           |
| Солонянський район       |           |
| Березнуватівка           |           |
| Святовасилівка           |           |
| Рясне                    |           |
| Безбородькове            |           |
| Новопокровка             |           |
| Томаківський район       |           |
| Крутеньке                |           |
| Чумаки                   |           |
|                          | Р73       |
| Кисличувата              |           |
| Томаківка                | Н23       |
| Катьощине                |           |
| Стрюківка                |           |
| Вищетарасівка            | Т 0435    |